# Kloster Santa María la Real (Fitero)
Das Kloster Santa María la Real ist eine ehemalige Zisterzienserabtei in der Kleinstadt Fitero in der Autonomen Region Navarra in Spanien.

## Lage
Das Kloster liegt am Río Alhama im heutigen Zentrum der Kleinstadt Fitero in der Landschaft Ribera im äußersten Südwesten von Navarra, rund 21 km westlich der Stadt Tudela nahe den Grenzen zu La Rioja und zu Aragonien in einer Höhe von ca. 420 m.

## Geschichte

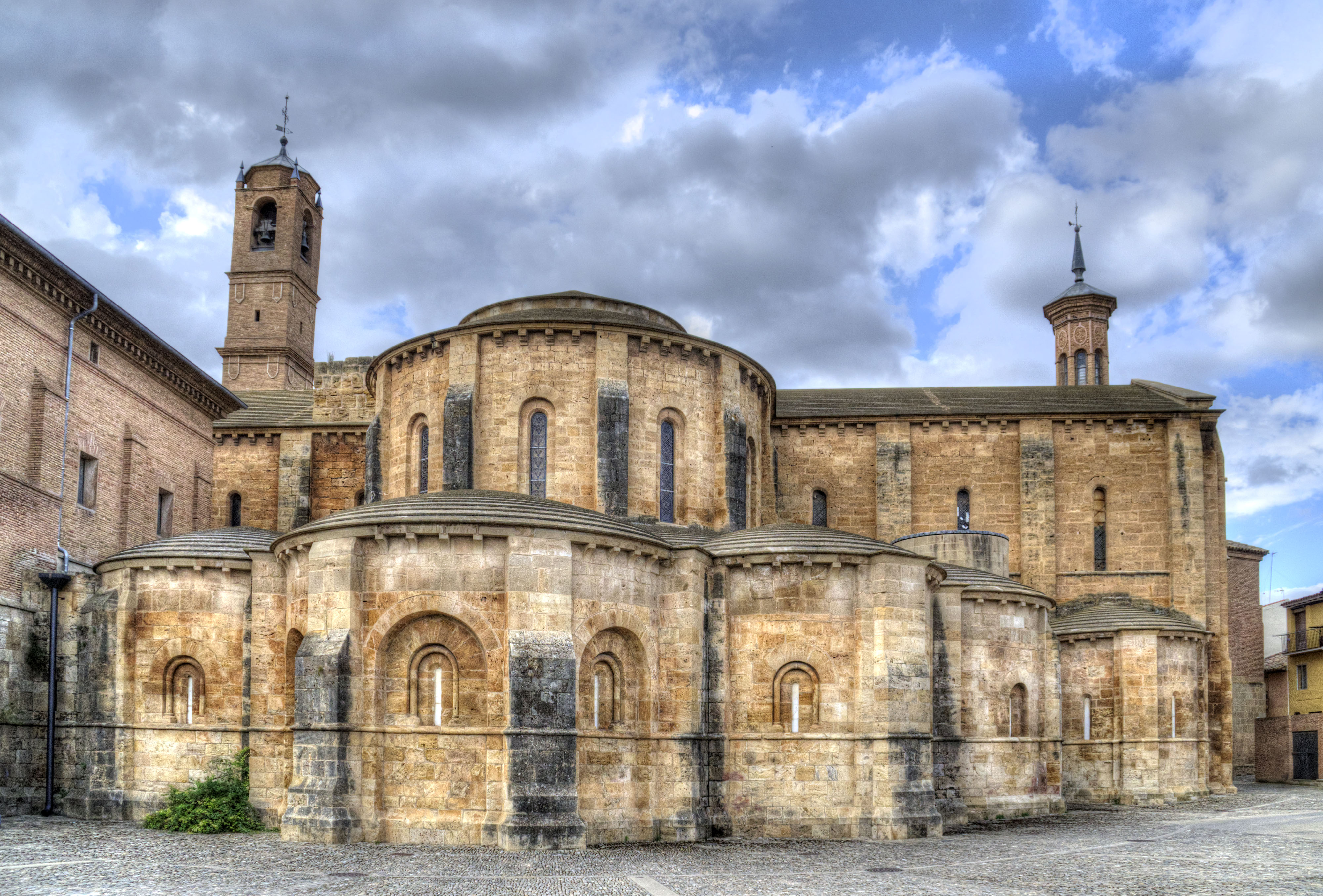
Umgangskapellen des Chors

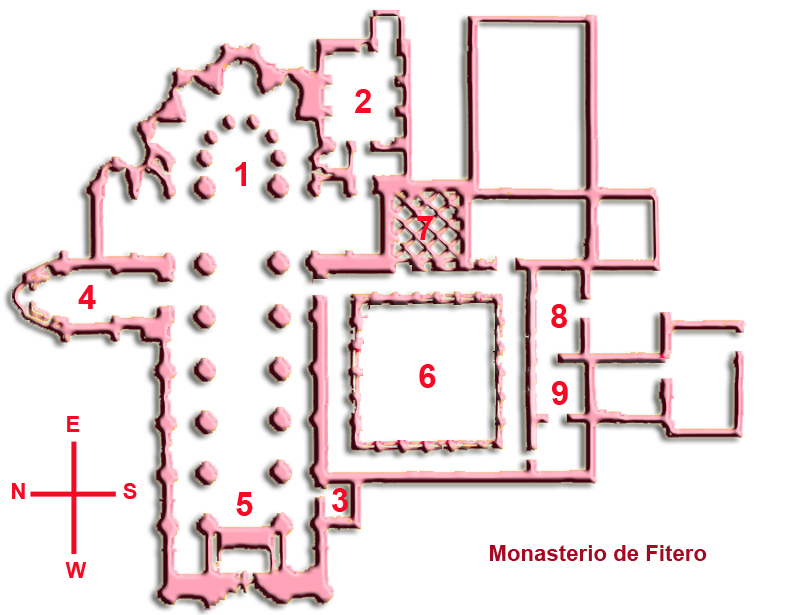
Plan der Anlage

Das Kloster Fitero wurde wohl als erstes Zisterzienserkloster im heutigen Spanien (die Gründung von Kloster Moreruela schon im Jahr 1131 wird angezweifelt) im Jahr 1140 in Niencebas als erstes Tochterkloster von Kloster L’Escaladieu aus der Filiation der Primarabtei Morimond gegründet. Die Übersiedlung nach Fitero erfolgte spätestens im Jahr 1152. Mit dem Bau der Kirche in Fitero wurde 1175 begonnen, mit dem der weiteren Gebäude im Jahr 1185. Der später heiliggesprochene Abt von Fitero, Raimundo Serrat, gründete im Jahr 1158 den Orden von Calatrava. Die Zugehörigkeit (Kastilien oder Navarra) war im Mittelalter umstritten, bis ein apostolischer Legat das Kloster im Jahr 1373 Navarra zusprach. Im 18. Jahrhundert schloss sich das Kloster mit den anderen Ordensniederlassungen in Navarra der Kongregation von Aragón an. Das Kloster wurde im Zuge der Aufhebung des Klosterbesitzes (Desamortisation) am 21. Dezember 1835 durch die Regierung Mendizábal aufgehoben.

## Bauten und Anlage
Erhalten sind die große, ca. 86,5 m lange und im Langhaus 27,5 m breite dreischiffige Klosterkirche in Form eines lateinischen Kreuzes mit Umgangschor mit fünf Chorkapellen und Querhaus mit ursprünglich jeweils zwei Kapellen im Osten sowie sechs Langhausjochen, der südlich (rechts) von der Kirche gelegene Renaissance-Kreuzgang mit dem Kapitelsaal aus dem Jahr 1247 im Osten und weitere Nebengebäude. Die barocke Sakristei wurde in den Jahren zwischen 1725 und 1730 errichtet. Das Gästehaus dient heute als Rathaus, das Refektorium als Kulturzentrum (Teatro-Cine Calatrava).